# حمالة
حمالة هي إحدى بلديات ولاية ميلة الجزائرية.

## الإطار الجغرافي
توجد بلدية حمالة ضمن المناطق الواقعة على السفوح الجنوبية لسلسلة الأطلس التلي، وبالضبط على السفح الجنوبي لجبل أمسيد عيشة (1462). وتعتبر منطقة انتقالية بين السلسلة التلية الداخلية ومنطقة السراوات. وتشرف على حوض كبير وغني هو حوض ميلة وكذلك مجرى كبير وهام هو الوادي الكبير. وتنحصر بلدية حمالة بين خطي عرض 76°، 66° وخطي طول 820°، 830°. 2. الموضع والموقع: تقع بلدية حمالة في أقصى الشمال الشرقي لولاية ميلة تتربع على مساحة إجمالية قدرها: 63.15 كم².
قدر عدد سكانها في إحصاء 1998 بـ 10761 نسمة (11564 نسمة حسب إحصائيات ceneap 2004) موزعين على مركز البلدية والمراكز ثانوية والمناطق المشتتة توزيع غير منتظم بكثافة سكانية قدرها 182 نسمة / كم ² 1.82 هـ.
إداريا هي بلدية تابعة إلى دائرة القرارم قوقة انبثقت عن التقسيم الإداري لسنة 1984. يحدها من الشمال ولاية جيجل ببلديتين: بلدية غبالة ميلاط وبلدية سيدي معروف، جنوبا تحدها بلدية القرارم قوقة ومن الغرب بلدية الشيقارة. توجد على بعد 10 كم من مركز دائرة القرارم قوقة وبحوالي 25 كم عن مركز الولاية، وبالتالي فه مربوطة بمركزين وقطبين هامين، وهذا ما يعطيها موقع خاص. 1- دراسة الوسط الفيزيائي: 1-1 الوحدات التضاريسية الكبرى: إن للدراسات الطبوغرافية أهمية بالغة في تحديد المؤهلات الطبيعية، ومن الخريطة الطبوغرافية لمنطقة سيدي إدريس (1/50000، 1/25000) فالمظهر الطوبوغرافي العام يوحي بان المنطقة ذات طابع جبلي متضرس وعلى هذا الأساس يمكن تقسيم مجال البلدية إلى ( 04) أربعة مناطق وحدات أساسية هي: - منطقة الجبال. - منطقة أقدام الجبال. - منطقة التلال. - منطقة الوديان. 1-1 – أ: منطقة الجبال: تتمثل أساسا في كتلة جبلية متصلة بالشمال تسمى كتلة جبل مسيد عيشة، وهي كتلة متموجة ذات ارتفاعات كبيرة ومختلفة حيث أنها تمتد على مسافة حوالي 5 كم من الشمال الشرقي باتجاه الشمال الغربي للبلدية، وتبلغ أعلى قمة بها 1462 متر بالإضافة إلى كتلة كاف السامة في أقصى الشمال الشرقي بارتفاع 1343 متر. كما توجد كتلة جبلية أخرى بالجهة الغربية المتمثل في كاف بوربيع بارتفاع 800 متر. وتمتاز منطقة الجبال هذه بإنحدرات شديدة ( أكبر من 25 % ) وتكوينات صخرية صلبة تتمثل في الكلس والكلس المارني، هذا ما يجعلها منطقة غير قابلة للاستغلال. 1-1- ب: منطقة أقدام الجبال: تحتل أكبر مساحة من مجال البلدية وتمتد من الشرق إلى الغرب بالإضافة إلى أقصى الشمال الغربي وتمتاز بارتفاعات متفاوتة ومختلفة، بداية بالمنطقة الشرقية ذات متوسط ارتفاع قدره 750 متر، فالمنطقة الوسطى بـ: 650 متر وصولا إلى المنطقة الغربية بـ:550 متر، وانحدارات متوسطة من (12 – 25 %). أما فيما يخص التكوينات فنجد الطين والمارن، مما يجعلها منطقة ذات استغلال مكثف وتمركز سكاني كبير. 1- 1 - جـ: منطقة التلال: توجد التلال بالمنطقة الجنوبية الشرقية والغربية، ويقدر متوسط ارتفاعها بـ 500 متر وهذه التلال تكون بشكل منفصل وامتداد متباين وتتمثل أساسا في: تلة بومعزة 500 متر، تلة معروف 420 متر، تلة بونوارة 650 متر بالجهة الجنوبية، بالإضافة إلى تلة قلعة تومة 500 متر وهذه التلال ذات إنحدرات متوسطة نسبيا إلى شديدة، وهي أقل استغلال وتمركز من طرف الإنسان. 1-1-د: منطقة الوديان: يعبر البلدية وادين هامين هما:
الواد الكبير: يشق مجال البلدية من الجهة الغربية في اتجاه من الجنوب إلى الشمال بطول يقارب حوالي 8 كم، ويمثل الحدود الغربية ويتوضع على انحدارات متوسطة.
واد الذيب: يعبر منطقة الدراسة في الوسط باتجاه من الشمال الشرقي إلى الجنوب الغربي أين يلتقي ويصب بالوادي الكبير طوله حوالي 12.5 كم.
وتمتاز منطقة الوديان بالضيق وغياب مناطق الاستغلال بها باستثناء المصاطب النهرية للوادي الكبير.